# Smirnenski, Ruse
Smirnenski (în bulgară Смирненски) este un sat în comuna Vetovo, regiunea Ruse,  Bulgaria. 

## Demografie
Componența etnică a satului Smirnenski
     Turci (84,89%)
     Bulgari (10,73%)
     Romi (1,98%)
     Nicio identificare (1,84%)
     Altele (0,55%)
La recensământul din 2011, populația satului Smirnenski era de 2.171 locuitori. Din punct de vedere etnic, majoritatea locuitorilor (84,89%) erau turci, existând și minorități de bulgari (10,73%) și romi (1,98%). Pentru 1,84% din locuitori nu este cunoscută apartenența etnică.